# Полная стоимость кредита
Полная стоимость кредита (ПСК) — платежи заёмщика по кредитному договору, размеры и сроки уплаты которых известны на момент его заключения, в том числе с учётом платежей в пользу третьих лиц, определённых договором, если обязанность заёмщика по таким платежам вытекает из условий договора. Полная стоимость кредита вычисляется в годовых процентах.
Первоначально, расчёт ПСК осуществлялся в соответствии с указанием Банка России от 13.05.2008 г. № 2008-У «О порядке расчёта и доведения до заёмщика — физического лица полной стоимости кредита». Кредитная организация обязана доводить до заёмщика информацию о ПСК до заключения кредитного договора. Этим же нормативным актом установлена формула расчёта ПСК. Данное указание отменено с 01.07.2014 (Указание Банка России от 30.04.2014 № 3254-У) в связи со вступлением в силу Федерального закона № 353-ФЗ от 21 декабря 2013 года «О потребительском кредите (займе)».
До 12 июня 2008 года вместо термина «полная стоимость кредита» использовалось словосочетание «эффективная процентная ставка».
Полная стоимость кредита является аналогом термина annual percentage rate of charge (APR). В странах Европейского Союза расчёт определяется директивой ЕС 2008/48/ЕС.
Для расчёта в электронных таблицах используется формула IRR (в русском Excel необходимо выбрать функцию ВСД). Особенностью формулы является ввод суммы которая выдана или будет выдана заёмщику со знаком минус. Также расчёт годовой, то есть необходимо умножить результат на 12 (месяцев) или считать по дням.

## Расчёт полной стоимости кредита

### Платежи, включаемые в ПСК
1. Платежи заёмщика по кредитному договору, связанные с заключением и исполнением кредитного договора, размеры и сроки уплаты которых известны на момент заключения кредитного договора, в том числе:
- по погашению суммы основного долга по кредиту;
- по уплате процентов по кредиту;
- сборы (комиссии) за рассмотрение заявки по кредиту (оформление кредитного договора);
- комиссии за выдачу кредита;
- комиссия за открытие, ведение (обслуживание) счетов заёмщика (если их открытие и ведение обусловлено заключением кредитного договора)[3];
- комиссии за расчётное и операционное обслуживание;
- комиссии за выпуск и годовое обслуживание кредитных и расчётных (дебетовых) карт (далее — банковские карты).

2. Платежи заёмщика в пользу третьих лиц, если обязанность заёмщика по таким платежам вытекает из условий кредитного договора, в котором определены такие третьи лица (например, страховые компании, нотариальные конторы, нотариусы). К указанным платежам относятся платежи по оценке передаваемого в залог имущества (например, квартиры), платежи по страхованию жизни заёмщика, ответственности заёмщика, предмета залога (например, квартиры, транспортного средства) и другие платежи.
Если условиями кредитного договора определено конкретное третье лицо, для расчёта ПСК используются тарифы этого лица. Тарифы, используемые для расчёта полной стоимости кредита, могут не учитывать индивидуальных особенностей заёмщика (например, его возраст или стаж вождения) и предмета залога (например, производителя, модель или год выпуска транспортного средства). Если кредитная организация не учитывает такие особенности, заёмщик должен быть проинформирован об этом. В случае, если при расчёте ПСК платежи в пользу третьих лиц не могут быть однозначно определены на весь срок кредитования, в расчёт полной стоимости кредита включаются платежи в пользу третьих лиц за весь срок кредитования, исходя из тарифов, определённых на день расчёта ПСК.
В случае, если кредитным договором определены два третьих лица или более, расчёт ПСК может осуществляться с использованием тарифов любого из них с указанием информации о лице, тарифы которого были использованы для включения в расчёт полной стоимости кредита, а также информации о том, что в случае обращения заёмщика к услугам иного лица размер ПСК может отличаться от расчётного.
Платежи заёмщика по страхованию предмета залога включаются в расчёт ПСК в сумме, пропорциональной части стоимости товара (услуги), оплачиваемой за счёт кредита, а также соотношению срока кредитования и срока страхования, если срок кредитования меньше срока страхования.

### Платежи, не включаемые в ПСК
1. Платежи заёмщика, обязанность осуществления которых заёмщиком вытекает не из кредитного договора, а из требований закона (например, при заключении договора обязательного страхования гражданской ответственности владельцев транспортных средств).
2. Платежи, связанные с несоблюдением заёмщиком условий кредитного договора.
3. Предусмотренные кредитным договором платежи заёмщика по обслуживанию кредита, величина и(или) сроки уплаты которых зависят от решения заёмщика и(или) варианта его поведения, в том числе:
- неустойка в виде штрафа или пени, в том числе за превышение лимита овердрафта, установленного заёмщику;

По банковским картам в расчёт ПСК не включаются:
- комиссии за осуществление операций в валюте, отличной от валюты счёта (валюты предоставленного кредита);
- комиссии за приостановление операций по банковской карте;
- комиссии за зачисление другими кредитными организациями денежных средств на банковскую карту.

В случае, если кредитный договор предполагает различные размеры платежей заёмщика по кредиту в зависимости от решения заёмщика, расчёт полной стоимости кредита производится исходя из максимально возможных суммы кредита (лимита овердрафта) и срока кредитования (срока действия банковской карты), равномерных платежей по кредитному договору (возврат основной суммы долга по кредиту, уплата процентов по кредиту и иные платежи, определённые условиями кредитного договора). В случае, если кредитным договором предусмотрен минимальный ежемесячный (регулярный) платёж, расчёт ПСК производится исходя из данного условия.

### Нюанс при расчёте ПСК
Расчёт ПСК производится по формуле сложных процентов и включает в себя также недополученный заёмщиком доход от возможного инвестирования суммы процентных платежей по кредиту в течение срока кредитования под ту же процентную ставку, что и по кредиту.
Таким образом, полная стоимость кредита превышает указанную в кредитном договоре процентную ставку даже при отсутствии комиссий и прочих платежей, но в том случае, если окончание процентного периода совпадает с моментом оплаты процентов. При увеличении времени между окончанием процентного периода и моментом оплаты процентов полная стоимость кредита (при отсутствии иных комиссий) начинает уменьшаться и может быть на несколько десятых процента меньше номинальной ставки по договору.
Потенциальные процентные доходы заёмщика не являются расходами по кредиту в истинном смысле, но по существующей методике включаются в расчёт и приводят к увеличению размера ПСК.
В связи с изменениями в законодательстве (ФЗ 353, 363 [уточнить]) с 1 июля 2014 года могут быть и изменения в расчёте ПСК.
С 1 сентября 2014 года изменилась формула расчёта ПСК (Федеральный закон от 21.07.2014 № 229-ФЗ)
В соответствии со статьёй 6 Федерального закона «О потребительском кредите (займе)» 353-ФЗ Полная стоимость потребительского кредита (займа) определяется в процентах годовых по формуле:
ПСК = i x ЧБП x 100,
где ПСК — полная стоимость кредита в процентах годовых с точностью до третьего знака после запятой;
ЧБП — число базовых периодов в календарном году. Продолжительность календарного года признаётся равной трёмстам шестидесяти пяти дням;
i — процентная ставка базового периода, выраженная в десятичной форме.
 Процентная ставка базового периода определяется как наименьшее положительное решение уравнения:
```

  

    

      

        

          
∑

          

            
k

            
=

            
1

          

          

            
m

          

        

        

          

            

              
D

              

                
P

                

                  
k

                

              

            

            

              
(

              
1

              
+

              

                
e

                

                  
k

                

              

              
∗

              
i

              
)

              
(

              
1

              
+

              
i

              

                
)

                

                  

                    
q

                    

                      
k

                    

                  

                

              

            

          

        

        
=

        
0

      

    

    
{\displaystyle \sum _{k=1}^{m}{{DP_{k}} \over {(1+e_{k}*i)(1+i)^{q_{k}}}}=0}

  

 
```

где — {\displaystyle DP_{k}} сумма k-го денежного потока (платежа) по договору потребительского кредита (займа). Разнонаправленные денежные потоки (платежи) (приток и отток денежных средств) включаются в расчёт с противоположными математическими знаками — предоставление заёмщику кредита на дату его выдачи включается в расчёт со знаком «минус», возврат заёмщиком кредита, уплата процентов по кредиту включаются в расчёт со знаком «плюс»;
 {\displaystyle q_{k}}- количество полных базовых периодов с момента выдачи кредита до даты k-го денежного потока (платежа);
 {\displaystyle e_{k}}- срок, выраженный в долях базового периода, с момента завершения {\displaystyle q_{k}}-го базового периода до даты k-го денежного потока;
m — количество денежных потоков (платежей);
i — процентная ставка базового периода, выраженная в десятичной форме.

###### Пример.
Для расчёта ПСК аннуитетного кредита 100000 рублей с ежемесячным погашением 8884,88 руб. на 12 месяцев определим значения:
m=13 (первый платёж −100000 и 12 платежей по 8884,88)
ЧБП=12
{\displaystyle -100000+\sum _{k=2}^{13}{{8884,88} \over {(1+i)^{k-1}}}=0}
i вычисляется по функции Excel =ВСД({-100000;8884,88;…;8884,88}),8884,88 повторяется 12 раз, получаем i=0,01
ПСК = 0,01 x 12 x 100 = 12 % годовых